# Mont Overlord
El mont Overlord és un estratovolcà extint que s'eleva fins als 3.395 msnm. Es troba a l'extrem nord-oest de l'altiplà Deception, uns 85 km terra endins del mar de Ross, a l'est del cap de la glacera Aviator, a la terra de Victòria. El seu con asimètric es troba a la vora d'un altiplà sobre la glacera Aviator. Tot i que la major part del con està coberta per gel, el Mount Overlord té una caldera de 0,8 quilòmetres de diàmetre. Les roques volcàniques del vessant occidental s'han datat al voltant de fa set milions d'anys, de manera que es creu que el volcà s'ha extingit. Va rebre el nom pels membres de la New Zealand Geological Survey Antarctic Expedition (NZGSAE) de 1962-63, perquè "domina" els pics menors de la zona.